# Barnyard (datorspel)
Barnyard är ett äventyrsspel utvecklat av Blue Tongue Entertainment och utgivet av THQ. Spelet är baserat på filmen Bondgården. Det släpptes den 1 augusti 2006 för Nintendo Gamecube, Playstation 2, Game Boy Advance och Windows, och något senare för Wii den 19 november samma år. Spelet går även att spela i mini-game format.